# Elila
Elila est une rivière du Sud-Kivu et du Maniema en république démocratique du Congo(RDC). C'est la deuxième rivière la plus longue du Sud-Kivu. Elle se jette dans le fleuve Congo.